# Hans Küppers (Politiker)

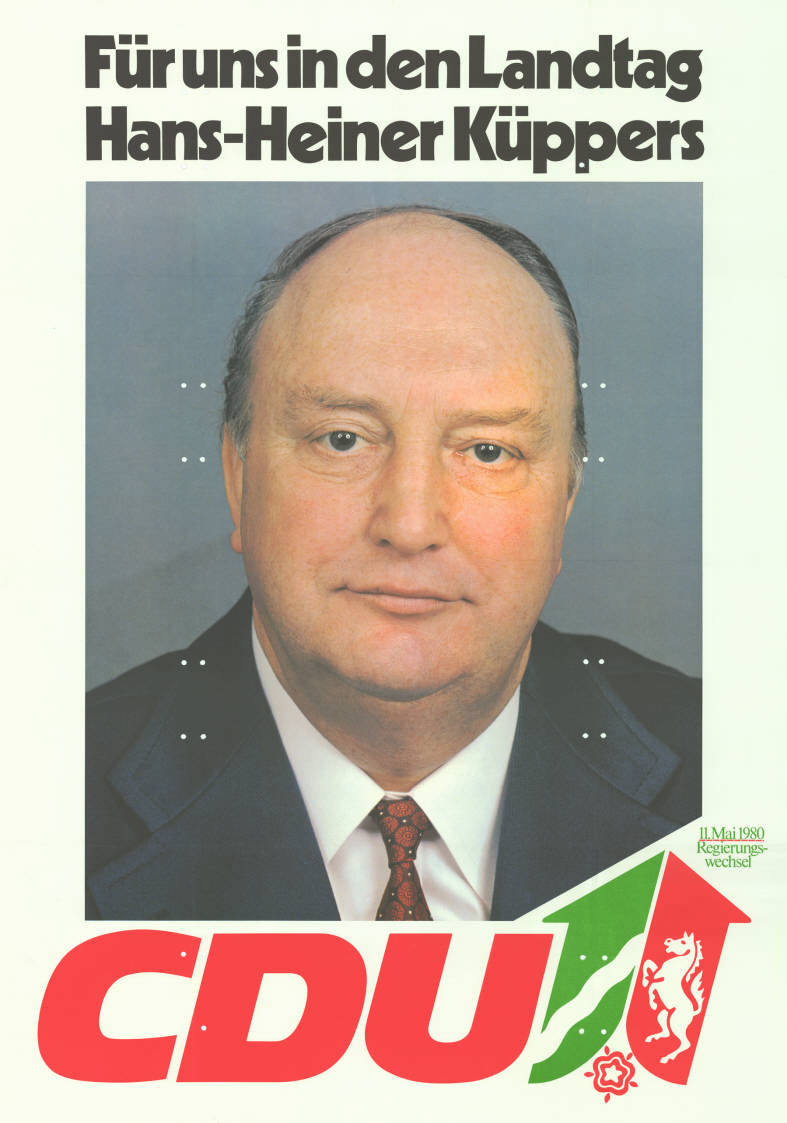
Kandidatenplakat zur Landtagswahl in Nordrhein-Westfalen 1980

Hans-Heiner Küppers (* 12. Februar 1934 in Duisburg; † 17. Februar 2009 in Neuss) war ein deutscher Politiker (CDU) und Stadtplaner.

## Leben
Küppers wurde in Duisburg an einem Rosenmontag geboren und wuchs dort auch auf. Nach dem Jurastudium trat er 1963 in den öffentlichen Dienst des Landes Nordrhein-Westfalen ein und war dort im Innenministerium für Stadt- und Dorferneuerung sowie die Städtebauförderung zuständig. Im Jahre 1978 holte ihn Oberbürgermeister Walter Wallmann nach Frankfurt am Main, wo er Planungsdezernent im Magistrat wurde. Er trug dort die Verantwortung für die Bereiche Bauverwaltung, Planung, Vermessung und Kataster, Bauaufsicht, Hochbau einschließlich Denkmalpflege, Straßen-, Brücken- und Tunnelbau einschließlich Straßen- und Verkehrsplanung, Kanal- und Wasserbau sowie die U-Bahn. Nach elf Jahren wurde er von SPD und GRÜNEN abgewählt und kehrte ins Rheinland zurück. Er war dort bis zu seiner Pensionierung (1994) Bau- und Planungsreferent in Düsseldorf. In seine Amtszeit in Düsseldorf fielen unter anderem der Bau des Filmmuseums und der U-Bahn-Strecke Kölner Straße. In den Jahren danach vertrat er als Rechtsanwalt am Landgericht Düsseldorf Mandanten im Bau- und Bodenrecht.
Küppers war seit 1972 mit Marina Pfeffer verheiratet. 1998 wurde er mit dem Bundesverdienstkreuz am Bande geehrt. In seiner Freizeit widmete er sich trotz seiner Gewichtigkeit dem Rudern. Seit 1954 war er Mitglied der katholischen Studentenverbindung KDStV Arminia Heidelberg.

## Stadtplanung und Städtebau
Für den promovierten Küppers war Städtebauförderung nicht nur Pflicht, sondern Herzensanliegen. Seine energische Art, seine Vorstellungen durchzusetzen, drängte seine Fähigkeit, zuzuhören, oft in den politischen Hintergrund. Als Folge davon war er in seinem Handeln, vor allem in Düsseldorf, nie unumstritten. Er provozierte und verblüffte mit seinen oft als ruppig verstandenen Entscheidungen sein gesamtes politisches Umfeld, so nicht nur die damalige Römer-Opposition von SPD und GRÜNE in Frankfurt, sondern auch die eigene politische Heimat CDU vor allem in Düsseldorf.
In der Stadtgeschichte Frankfurts wird mit dem Namen Küppers immer der geplante Bau des „Campanile-Hochhauses“ am Hauptbahnhof verbunden bleiben. Es war Küppers, der noch kurz vor der Kommunalwahl 1989 eine erste Teilbaugenehmigung für den Turm trotz fehlender Nachbarzustimmungen herbeiführte. So wurde die Teilbaugenehmigung dann auch vom zuständigen Gericht kassiert, das Hochhaus nie gebaut. In dessen politischem Schatten drohen andere Planungen Küppers’ unterzugehen wie die Alte Oper, die Fachwerk-Zeile auf dem Römerberg (Ostzeile), die neuen Fußgängerzonen in der Innenstadt und das auch wegen einiger Altlasten komplizierte Flächenprojekt „Merton-Viertel“ auf dem früheren Gelände der Vereinigten Deutschen Metallwerke (VDM). Küppers trug mit seiner Arbeit nicht unerheblich zur Überwindung von baulichen Kriegsschäden bei.
In Düsseldorf war der Bau des Rheinufertunnels ein Projekt, dem Düsseldorf die Öffnung der Stadt zum Rhein und viele neue Impulse für die Entwicklung der Innenstadt verdankt.

### Politik
CDU-Mitglied Küppers war einerseits wegen seiner Durchsetzungskraft anerkannt, aber eben auch umstritten. Oft wurde ihm von der politischen Opposition eine durch Leutseligkeit kaschierte Konzeptionslosigkeit vorgeworfen. Auch sei es stets Investorenwünschen entgegengekommen und habe auf Massierung von innerstädtischen Büroraum gesetzt. Das Mertonviertel habe er letztlich der Zersiedelung überlassen. Vor Beginn der Stadterneuerungs- und Sanierungsmaßnahmen 1985 im südlichen Ostend provozierte er die Fachwelt mit der Aussage, es gäbe ein historisch und psychologisch begründbares Phänomen, dass „der Ostteil zahlreicher Großstädte in aller Welt traditionell weniger Wohnwert besitzt als der Westen“. Umso mehr aber solle das Ostend nach Beendigung dortiger städtebaulicher Sanierungsmaßnahmen zu einer „Qualitätsbrücke“ werden, um sich von seiner ehemaligen Funktion als Standort des produzierenden Gewerbes zu lösen „und langfristig Büros und verwaltungsähnliche Betriebsformen zu beheimaten, die bislang vorrangig im Banken- und Bahnhofsviertel sowie im Westend angesiedelt seien.“